# Gomeldon
Gomeldon – wieś w Anglii, w Wiltshire, w dystrykcie (unitary authority) Wiltshire. Leży 6.8 km od miasta Salisbury i 76 km od Londynu. W 2018 miejscowość liczyła 595 mieszkańców. W latach 1870–1872 osada liczyła 85 mieszkańców.